# Bomarea ampayesana
Bomarea ampayesana är en alströmeriaväxtart som beskrevs av Julio César Vargas Calderón. Bomarea ampayesana ingår i släktet Bomarea och familjen alströmeriaväxter.
Artens utbredningsområde är Peru. Inga underarter finns listade i Catalogue of Life.